# Philodendron rugosum
Philodendron rugosum är en kallaväxtart som beskrevs av Josef Bogner och George Sydney Bunting. Philodendron rugosum ingår i släktet Philodendron och familjen kallaväxter. IUCN kategoriserar arten globalt som nära hotad.
Artens utbredningsområde är Ecuador. Inga underarter finns listade.

## Bildgalleri

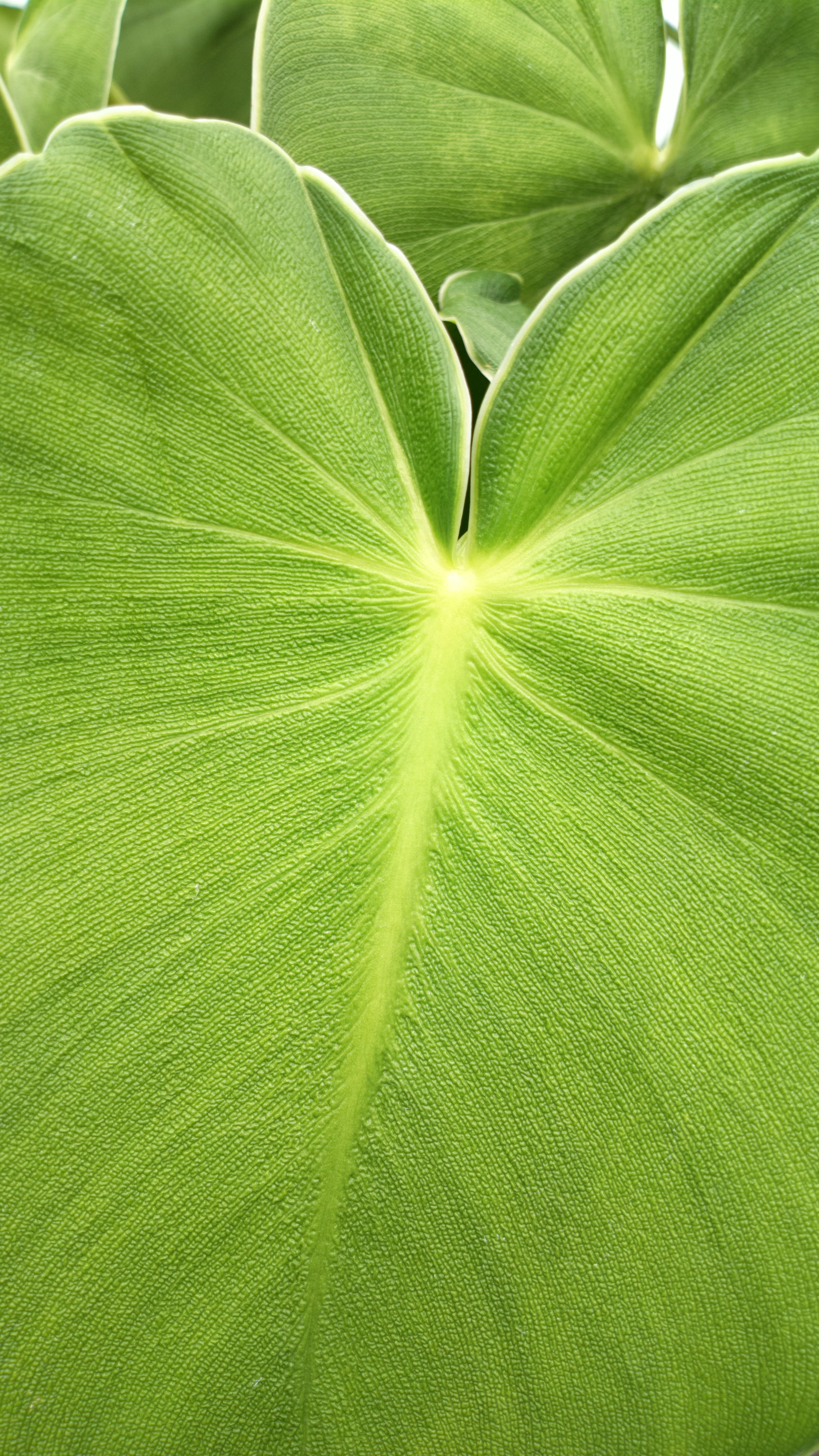